# Catachlorops niger
Catachlorops niger är en tvåvingeart som först beskrevs av Krober 1931.  Catachlorops niger ingår i släktet Catachlorops och familjen bromsar. Inga underarter finns listade i Catalogue of Life.